# Caspiosoma caspium
Caspiosoma caspium is een straalvinnige vissensoort uit de familie van grondels (Gobiidae).
1. ↑  (en) Caspiosoma caspium op de IUCN Red List of Threatened Species.